# Freddie Steele
Pour les articles homonymes, voir Steele.
Freddie Steele est un acteur et un boxeur américain né le 18 décembre 1912 à Tacoma, Washington (États-Unis), et mort le 22 août 1984 à Aberdeen, Washington.

## Carrière en boxe anglaise
Il devient champion du monde des poids moyens NYSAC & NBA le 11 juillet 1936 en battant aux points en 15 rounds le mexicain Babe Risko. Destitué par la NYSAC deux ans plus tard pour ne pas avoir remis son titre en jeu face à son challengeur Fred Apostoli, il perd également sa ceinture NBA le 1er novembre 1938 face à Al Hostak.

## Filmographie
- 1942 : Stagecoach Express : Miner
- 1942 : Gentleman Jim : Referee
- 1943 : Air Force de Howard Hawks : Rôle indéterminé
- 1943 : The Man from Down Under : Terry McGroth
- 1943 : Swing Fever : Fighter
- 1944 : The Miracle of Morgan's Creek : Soldier
- 1944 : Pin Up Girl : Sergeant
- 1944 : Raiders of Ghost City (en) : Deputy Abbott [Ch. 10]
- 1944 : Hail the Conquering Hero : Bugsy
- 1944 : Marriage Is a Private Affair : Private
- 1944 : Hollywood Canteen : South American Sailor
- 1944 : Hi, Beautiful : Sailor
- 1945 : Les Forçats de la gloire (The Story of G.I. Joe) : Sgt. Steve Warnicki
- 1945 : Duffy's Tavern : Waiter
- 1946 : L'Ange noir (Black Angel) : Lucky, manager of Rio's
- 1947 : Desperate : Shorty Abbott
- 1948 : L'Homme aux abois (I Walk Alone) : Tiger Rose
- 1948 : Appelez nord 777 (Call Northside 777) : Holdup Man
- 1948 : La Scandaleuse de Berlin (A Foreign Affair) : Military Police
- 1948 : Race Street (en) d'Edwin Marin : Monty
- 1948 : Whiplash : Duke Carney

## Distinction
- Freddie Steele est membre de l'International Boxing Hall of Fame depuis 1999[1].

## Référence
1. ↑  (en) Biographie de Freddie Steele sur le site de l'International Boxing Hall Of Fame (ibhof.com)